# زیخوویتسه (استان اوپوله)
زیخوویتسه (به لهستانی: Zdziechowice) یک منطقهٔ مسکونی در لهستان است که در گمینا گوژوف شلانسکی واقع شده‌است.